# Просяне (Старобільський район)
Прося́не — село в Україні, у Марківській селищній громаді Старобільського району Луганської області. Населення становить 427 осіб.

## Географія
Селом тече Балка Просяний Яр.

## Населення

### Мова
Розподіл населення за рідною мовою за даними перепису 2001 року:
| Мова            | Кількість | Відсоток |
| --------------- | --------- | -------- |
| українська      | 402       | 94.15%   |
| російська       | 23        | 5.39%    |
| румунська       | 1         | 0.23%    |
| інші/не вказали | 1         | 0.23%    |
| Усього          | 427       | 100%     |

## Історія
Відстань до центру громади становить близько 16 км і проходить автошляхом Т 1314. Поблизу села розташований пункт пропуску на кордоні з Росією Просяне—Бугайовка.
Село постраждало внаслідок геноциду українського народу, вчиненого урядом СРСР у 1932—1933 роках, кількість встановлених жертв — 65 людей.

## Також
- Перелік населених пунктів, що постраждали від Голодомору 1932-1933, Луганська область